# Eupolycope occidensnuda
Eupolycope occidensnuda is een mosselkreeftjessoort uit de familie van de Polycopidae. De wetenschappelijke naam van de soort is voor het eerst geldig gepubliceerd in 1989 door Howe & McKenzie.